# Survivor's law II
Survivor's law II  of 律政新人王II is een TVB-serie uit 2007 die vooral over rechtszaken en advocaten gaat. Het is een vervolgserie op Survivor's Law uit 2003.

## Rolverdeling
- Kenneth Ma als Sun Man-Kwan (MK Sun/ Ah Dee/ Sai Suen Sai/MK [a derogatory term for a person with poor fashion sense])
- Sammul Chan Kin-Fung als Cheuk Wai-Ming (Vincent)
- Ella Koon als Suen Lei-Lei (Lily)
- Selena Li als Chang Choi-Yuk
- Waise Lee als Brandon
- Rebecca Chan Sau-Chu als Brenda
- Kwok Fung als Suen Bak-To
- Queenie Chu als Noel Kan Ming-Wei
- June Chan als Lai Na
- Power Chan als Sun Man-Kam
- Yoyo Chen als Stephy
- Sharon Luk als Vice Principal
- Bernice Liu als Jessica
- Joel Chan Shan-Chung Pat Ching-Yee

## Verhaal
MK Sun/Sun Man-Kwan (Kenneth Ma) stopte eens een drugsmokkelaar, maar hierdoor wordt hij nogal eens in verband gebracht met het gebruik van drugs. Ondanks zijn achtergrond, huurt hij een beroemde advocaat. Hij won de rechtszaak. De rechter, Brandon (Waise Lee), werd zijn idol en hij had er zelf alles voor over om ook advocaat te worden.
Jaren later probeert hij een baan te krijgen bij TB&B, het bedrijf van Brandon. Als MK Sun de vrouw van Brandon, Brenda (Rebecca Chan) verslaat in een rechtszaak, krijgt hij een baan bij TB&B. Daar ontmoet hij de arrogante, koppige en verwende meid Lily (Ella Koon). Zij wordt een vijand van MK Sun.
Vincent (Sammul Chan) die MK Sun op het werk ontmoet wordt een goede vriend van hem. Vincent minacht MK Sun in het begin, maar later begrijpt hij de achtergrond van hem.
Welcome to the house 高朋滿座 · Best selling secrets 同事三分親 · The conquest 爭霸 · Ten brothers 十兄弟 · War and destiny 亂世佳人 · A change of destiny 天機算 · The family link 師奶兵團 · The green grass of home 緣來自有機 · Devil's disciples 強劍 · Fathers and sons 爸爸閉翳 · Steps 舞動全城 · Men don't cry 奸人堅 · Word twisters' adventures 鐵咀銀牙 · The building blocks of life 建築有情天 · The brink of law 突圍行動 · Best bet 迎妻接福 · Life art 寫意人生 · Heart of greed 溏心風暴 · On the first beat 學警出更 · The drive of life 歲月風雲 · The ultimate crime fighter 通天幹探 · Marriage of inconvenience 兩妻時代 · Survivor's law II 律政新人王II · The colours of love 森之愛情 · Heavenly in-laws 我外母唔係人 · The slicing of the demon 凶城計中計 · Phoenix rising 蘭花劫
Best selling secrets 同事三分親 · Legend of the demigods 搜神傳 · Wars of in-laws II 野蠻奶奶大戰戈師奶 · Wasabi mon amour 和味濃情 · The master of tai chi 太極 · A journey called life 金石良缘 · The silver chamber of sorrows 銀樓金粉 · The money-maker recipe 師奶股神 · Dressage to win 盛裝舞步愛作戰 · Speech of silence 甜言蜜語 · When a dog loves a cat 當狗愛上貓 · Your class or mine 尖子攻略 · The four 少年四大名捕 · Survivor's law II 律政新人王II · The gentle crackdown II 秀才愛上兵 · The seventh day 最美麗的第七天 · D.I.E. 古靈精探 · Catch me now 原來愛上賊 · Forensic heroes II 法證先鋒II · Love exchange 疑情別戀 · Last one standing 與敵同行 · Moonlight resonance 溏心風暴之家好月圓 · The gem of life 珠光寶氣 · When Easterly Showers Fall on the Sunny West 東山飄雨西關晴 · Off pedder 畢打自己人 · Pages of treasures Click入黃金屋